# Byrsophyllum tetrandrum
Byrsophyllum tetrandrum är en måreväxtart som först beskrevs av Richard Henry Beddome, och fick sitt nu gällande namn av Joseph Dalton Hooker. Byrsophyllum tetrandrum ingår i släktet Byrsophyllum och familjen måreväxter. IUCN kategoriserar arten globalt som starkt hotad. Inga underarter finns listade i Catalogue of Life.